# Karl Rove

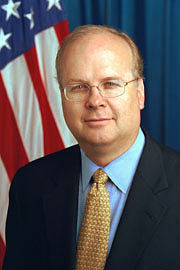
Karl Rove

Karl Christian Rove (* 25. Dezember 1950 in Denver, Colorado) war bis zum 31. August 2007 stellvertretender Stabschef des Weißen Hauses, Parteistratege und politischer Berater der Republikanischen Partei in den USA sowie einer der wichtigsten Berater von George W. Bush.

## Leben
Rove unterrichtete an der Lyndon B. Johnson School of Public Affairs der University of Texas Journalismus und war Vorsitzender der Firma Karl Rove & Company (Austin, Texas), die sich mit Öffentlichkeitsarbeit beschäftigt. Rove ist mit der Familie von George W. Bush seit 30 Jahren befreundet, hat alle Wahlkämpfe von Bush geleitet und diesen schon beraten, als er beabsichtigte, Gouverneur von Texas zu werden.
Rove ist berüchtigt für sein politisches Gespür (oder seine Ruchlosigkeit, wie ihm Gegner vorwerfen: „Ein ideologischer Stratege, der oft genug die Wahrheit verdreht hat“, so der ehemalige Vorsitzende der Demokraten, Terry McAuliffe) und seine strategischen Finten: So tauchen beispielsweise Informationen über den Gegner auf, die anonym oder vorgeblich von Dritten lanciert werden, wie bei den Swift Boat Veterans For Truth, die Bushs Gegner John Kerry im Wahlkampf 2004 heftig angriffen.
Angeblich geht auf ihn auch die Werte-Kampagne im Wahlkampf 2004 zurück, die Millionen unentschlossene Christen (die „religiöse Rechte“) in Amerika an die Wahlurnen brachte und die Bush nach Ansicht vieler Beobachter zum Sieg verhalf. Bush bezeichnete ihn in einer Rede am 3. November 2004 als „Architekten“ seines Wahlsieges.
Im Februar 2005 wurde er, nachdem er bereits seit langem als einflussreichster Mitarbeiter von Präsident Bush galt (der „mächtigste Berater im Weißen Haus in der modernen US-Geschichte“, urteilte Bushs Ex-Berater John Dilulio), zum Vizestabschef des Weißen Hauses ernannt, also zum Stellvertreter von Andrew Card. Rove war nunmehr auch für die Koordinierung diverser Ressorts von der Wirtschaft bis zur inneren Sicherheit zuständig.
Rove wurde im Juli 2005 als Quelle des Identitäts-Verrats der CIA-Agentin Valerie Plame bezichtigt. Die reale Identität der Agentin wurde an einen konservativen Kolumnisten weitergeleitet und von diesem veröffentlicht, wahrscheinlich um sich an ihrem Ehemann Joseph Wilson zu rächen. Der ehemalige US-Botschafter Wilson hatte sich kritisch gegenüber der republikanischen US-Regierung geäußert und steht mit Vizepräsident Cheney im Widerspruch über die Hintergründe einer Reise des Botschafters nach Niger im Jahr 2002, bei der Wilson Berichte über Urangeschäfte untersuchte. Der mit der Untersuchung des CIA-Lecks beauftragte Patrick Fitzgerald informierte Rove im Juni 2006, dass es nicht zur Anklage gegen ihn kommen werde. Stattdessen konzentriere man sich auf Lewis „Scooter“ Libby, einen Vertrauten und Mitarbeiter Roves, der bereits einige Monate zuvor in Zusammenhang mit der Affäre von seinem Posten im Weißen Haus zurücktrat.
Die politischen Strategien des Weißen Hauses blieben weiterhin seine Hauptdomäne, bis er am 19. April 2006 seinen Rücktritt als speziell für diesen Bereich zuständiger Berater des US-Präsidenten George W. Bush bekanntgab. Er blieb jedoch zunächst Vizestabschef des Weißen Hauses und offizieller Berater des Präsidenten. Er organisierte auch den Wahlkampf der Republikanischen Partei für die Kongresswahlen am 7. November 2006.

### Das Ausscheiden aus dem Weißen Haus

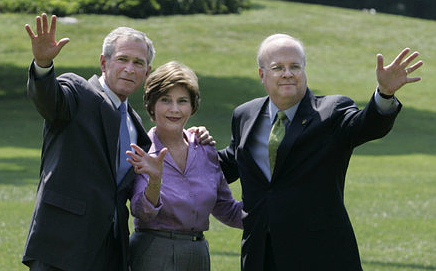
Rove mit George W. Bush und dessen Frau Laura Bush, 2007

Am 13. August 2007 kündigte er in einem Interview des Wall Street Journal für Ende August 2007 seinen Rücktritt auch vom Amt des Vizestabschefs an. Rove nannte überwiegend familiäre Gründe für sein Ausscheiden. Den Ausschlag zum Rücktritt habe eine Erklärung von Stabschef Joshua Bolten gegeben, wonach alle ranghohen Bush-Mitarbeiter bis zum Ende der Regierungszeit Bushs im Januar 2009 im Amt bleiben müssten, wenn sie nicht bis Ende August zurückträten. Zuvor war Rove wegen der Affäre um die Entlassung von acht US-Bundesanwälten in die Kritik geraten. Die acht Anwälte bezichtigen das Weiße Haus, aus ihren Ämtern entfernt worden zu sein, weil sie nicht „Bush-freundlich genug“ gewesen seien. Nach seinem Scheiden wolle Rove unterrichten und ein Buch über seine Zusammenarbeit mit Bush schreiben.
Im Zusammenhang mit den Untersuchungen des E-Mail-Verkehrs von Mitarbeitern des Weißen Hauses in Bezug auf die Entlassungen der United States Attorneys wurde aufgedeckt, dass viele von ihnen, darunter auch Rove, Dokumente online über Server des Republican National Committee und auch über Drittprovider ausgetauscht hatten, was einen Verstoß gegen den Presidential Records Act darstellt – unter anderem deshalb, weil dadurch die vorgeschriebene automatische Archivierung offizieller Kommunikation des Weißen Hauses unterbunden wird, die diese nachvollziehbar und überprüfbar halten soll. Über 500 von Roves E-Mails wurden dabei auch versehentlich an eine parodistische Website gesandt, die sie an einen investigativen Journalisten weiterleitete. Am 24. April 2007 wurde bekannt, dass gegen Rove Ermittlungen wegen seiner Verwicklung in den E-Mail-Skandal, in die fragwürdigen Entlassungen der Bundesanwälte und wegen „unangemessener politischer Einflussnahme auf Regierungsentscheidungen“ laufen.
Wegen dieser und weiterer ungeklärter Vorwürfe gegen Rove initiierte John Edwards, der 2004 als Vizepräsidentschaftskandidat der Demokraten antrat und sich für 2008 als Präsidentschaftskandidat seiner Partei bewarb, eine Online-Petition an den US-Präsidenten, Rove zu feuern. Edwards kommentiert auf seiner Website das Ausscheiden Roves mit einem einzigen Satz: „Und tschüss.“ (im Original: „Goodbye, good riddance.“).
Im Laufe des Jahres 2007 erklärten auch mehrere weitere hochrangige Mitarbeiter der Bush-Regierung ihren Rücktritt, darunter (ebenfalls wie Rove im August) Präsidentensprecher Tony Snow und der umstrittene Justizminister Alberto R. Gonzales.

### Würdigung
Rove pflegte während seiner politischen Tätigkeit das Image einer „Grauen Eminenz“ und blieb trotz seines außergewöhnlichen Einflusses auf George W. Bush außerhalb – und vielfach auch innerhalb – der USA lange Zeit nahezu unbekannt. Lange war nur Insidern seine herausragende Bedeutung für die US-Politik bewusst.
Seine wichtigsten Ratgeber vor der Öffentlichkeit weitestgehend abzuschirmen, schien auch immer ein zentrales Anliegen des 43. US-Präsidenten gewesen zu sein: „Die meisten Politiker finden den Kult um politische Berater verdrießlich, aber George W. Bush schien ihn stets besonders verdrießlich zu finden“.
Rove wird in der TV-Sitcom „Hier kommt Bush!“ vom Schauspieler Kurt Fuller dargestellt und von der Satire des Öfteren persifliert.
Ebenso wird Rove in der 7. Folge der 1. Staffel der Zeichentrick-Serie American Dad parodiert und als das personifizierte Böse dargestellt. So trägt er ständig eine Kutte, sein Körper fängt Feuer, wenn er versucht eine Kirche zu betreten und beim Aussprechen seines Namens heult ein Wolf.

## Zitate
„Rove ist schwierig. Seine gängige Art ist eine ironische – manchmal scheint er mit dem Auge zu zwinkern, wenn er Entrüstung über die ungerechte Zuschreibung enormen Einflusses seiner Person bekundet.“

„Während seiner Laufbahn wurde Rove zum prominentesten politischen Strategen seiner Generation, ein Gräuel für Liberale und selbst für eine Reihe konservativer Kritiker.“

„Seine Gegner fürchteten den Top-Berater mit dem Image der personifizierten Skrupellosigkeit nicht nur, sie bewunderten ihn auch.“

„Roves Rolle hinter den Kulissen beim Verkaufen und Herbeireden des Irak-Kriegs war weit bedeutender als allgemein bekannt ist.“

„Der Präsident selbst rief ihn mitunter ‚Turd Blossom‘ (etwa: Mistblüte), weil Rove, die Koryphäe aller Spin-Doktoren, es wie kein anderer verstand, aus jedem noch so ordinären Dreck schönste Blüten zu treiben.“

„… wenn Rove das Weiße Haus nach der Wiederwahl George W. Bushs 2004 verlassen hätte, wäre er ein Held gewesen, ein Mann, an den man sich als einen der großen politischen Meistertaktiker des letzten halben Jahrhunderts erinnert hätte. […] Roves strategische Vision schloss die Sicherung eines republikanischen Sieges auf Kosten konservativer Prinzipien mit ein.“

„Rove war stets mehr als ein Wahlkampfmanager – er war und ist ein überzeugter konservativer Ideologe.“

„Ich bin ein Mythos.“